# St. Marien (Dahme/Mark)

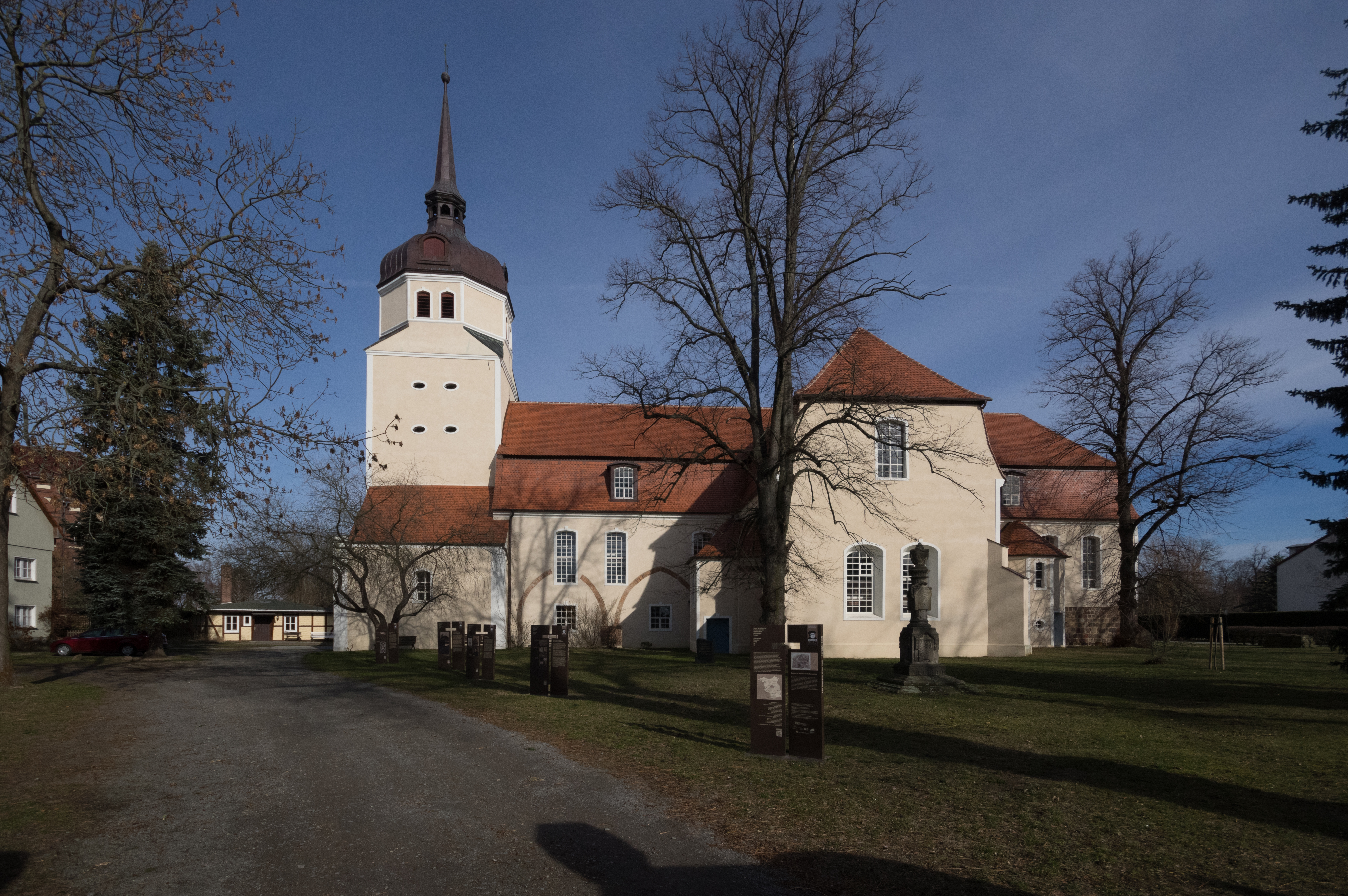
Die Marienkirche

Die evangelische Stadtpfarrkirche St. Marien ist ein Kirchenbau in Dahme/Mark im Landkreis Teltow-Fläming in Brandenburg. Die Kirchengemeinde gehört zum Kirchenkreis Zossen-Fläming der Evangelischen Kirche Berlin-Brandenburg-schlesische Oberlausitz.

## Lage
Die Geschwister-Scholl-Straße führt nördlich der Altstadt in West-Ost-Richtung durch den Ort. Von ihr zweigt der Buchholzerweg in nördlicher Richtung ab. Die Kirche steht nordwestlich dieser Kreuzung auf einem Grundstück, das nicht eingefriedet ist.

## Geschichte
Ein Kirchenführer des Kirchenkreises Zossen-Fläming gibt an, dass bereits aus dem Jahr 1186 ein Kirchenbau überliefert ist. Er entstand seinerzeit als einschiffiges Bauwerk unter der Leitung der Zisterzienser. Von ihr sind jedoch keine weiteren Daten überliefert, da die Kirche bei einem Stadtbrand zerstört wurde. In der Mitte des 13. Jahrhunderts wurde ein basilikaler Bau mit Rechteckchor und Westturm aus Feldstein erbaut. Die Seitenschiffe wurden später wieder abgerissen, möglicherweise im Zusammenhang mit einem Anbau im Süden. Im Jahre 1512 wurde im Norden eine Annenkapelle angebaut. 1666 brannte auch diese Kirche ab. Auslöser der sogenannten „Dahmer Brandhochzeit“ soll eine Frau gewesen sein, die einer Hochzeitsgesellschaft nachgeschaut haben soll. Dabei soll sie nach Angaben eines Kirchenführers eine Pfanne auf dem Herd vergessen und somit den Stadtbrand ausgelöst haben. Bei dem Wiederaufbau ab 1671 wurde die Annenkapelle abgerissen und die Kirche als Emporensaal mit Mansardwalmdach wieder aufgebaut. Der Turm erhielt 1697/1698 eine kupfergedeckte Schweifhaube. Innen wurde die Kirche von 1905 bis 1906 und von 1966 bis 1967 renoviert. Die letzte Renovierung begann 2009 mit der Erneuerung des Turmes und endete im Jahre 2014.

## Architektur

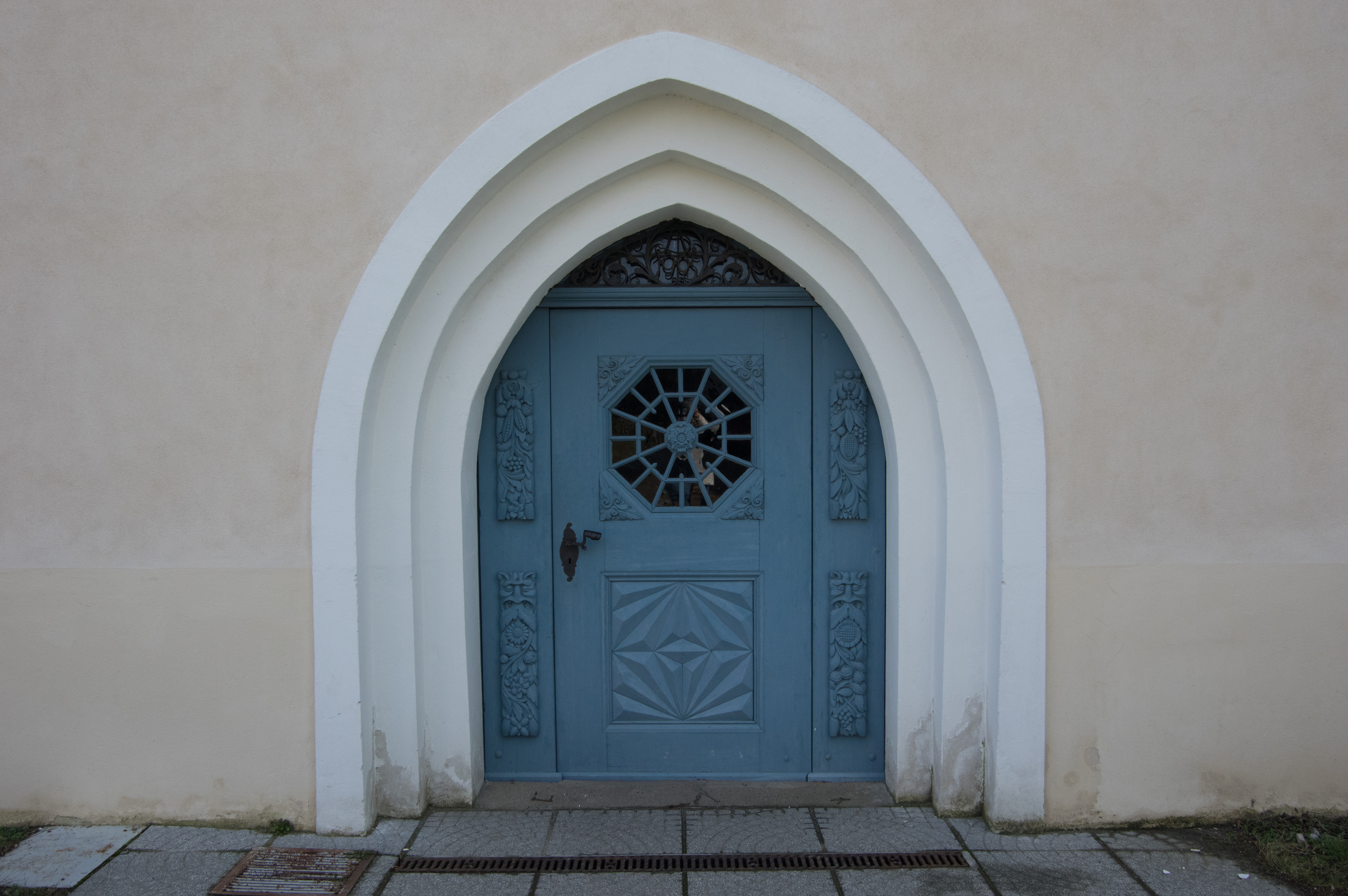
Eingangstor zur Kirche an der Westwand

Vom frühgotischen Saalbau mit Westquerturm und Anbau im Süden sind noch Teile der Umfassungsmauer erhalten. In der Ostwand befindet sich eine Dreifenstergruppe und in der Südwand ein Stufenportal mit einem Spitzbogen. Auch an der Westseite befindet sich ein Stufenportal.
Chor, Seitenarm und Langhaus sind mit zweigeschossigen hufeisenförmigen Emporen ausgestattet. Die älteste Chorempore stammt aus dem Jahr 1678. Die Decke ist eine verputzte Holztonne. Der Orgelprospekt stammt wahrscheinlich aus dem Jahr 1906, dahinter steht die eigentliche Orgel der Fa. Schuke aus dem Jahr 1989.

## Ausstattung
Das barocke Altarretabel stammt aus dem Jahr 1678 und ist eine Stiftung des Gutsherren Melchior von Schlomach. Die Predella zeigt ein Bild des Abendmahles. Das Hauptfeld ist von Säulen mit Weinlaub umrahmt, es zeigt eine Kreuzigungsgruppe mit dem Blick auf Jerusalem. Im Aufsatz zeigt ein Bild den Engel am Grab. Hier befinden sich zwei Putten und eine Christusfigur.
Die Kanzel stammt ebenfalls aus dem Jahr 1678. Am Aufgang und am Korb werden Evangelisten und Propheten aus dem Alten Testament dargestellt. Rechts und links der Kanzel wurden bei der letzten Renovierung Bleifenster freigelegt, die zugemauert waren. Die Porträts in den Fenstern waren zerstört, so beschloss die Gemeinde in den 1950er Jahren, zwei Dahmer Persönlichkeiten darzustellen: Christian Gottlieb Teichelmann (1807–1888), einen Missionar im Süden von Australien, und Georg Buchholzer (1503–1566), einen engen Freund Martin Luthers und Philipp Melanchthons.
Das Taufbecken aus der ersten Hälfte des 18. Jahrhunderts hat die Form einer Balustervase. Im Chor befinden sich Logen, an der Nordseite wahrscheinlich die des Schlossherren von Bollensdorf, an der Südseite die Loge der Herzöge von Sachsen-Weißenfels. In der Nordostecke des Chores befindet sich ebenerdig eine weitere Loge.
In der Kirche und in der Turmhalle befinden sich mehrere Grabsteine.

## Friedhof
Der die Kirche umgebende ehemalige Friedhof hat den Charakter eines Parkes. Die Grabsteine stammen im Wesentlichen aus der zweiten Hälfte des 18. Jahrhunderts. Das Friedhofsportal stammt aus dem Jahr 1913.